# Crossfade
Crossfade – amerykański zespół rockowy pochodzący z Columbii w stanie Karolina Południowa.
Grupa powstała w 1999 roku z inicjatywy wokalisty Eda Sloana, basisty Mitcha Jamesa oraz perkusisty Briana Geigera. Początkowo zespół nosił nazwę The Nothing. Po dołączeniu do grupy DJ-a Tony’ego Byroadsa zmieniała nazwę na Sugardaddy Superstar. Pierwszą piosenkę zespół nagrał w garażu Eda Solana zwanym Sugardaddy Studio.
W 2002 roku zespół ponownie zmienił nazwę tym razem na Crossfade. Pierwszy sukces formacja uzyskała po wydaniu singla Cold z pierwszej płyty Crossfade.

## Dyskografia
| Crossfade                   | - Data: 13 kwietnia 2004 - Wydawca: Columbia Records  | 41  | - USA: 1 mln+    | - USA: platynowa płyta |
| Falling Away                | - Data: 29 sierpnia 2006 - Wydawca: Columbia Records  | 30  | - USA: 200 tys.+ |                        |
| We All Bleed                | - Data: 21 czerwca 2011 - Wydawca: Eleven Seven Music | 100 | - USA: 5,2 tys.+ |                        |
| "—" album nie był notowany. |                                                       |     |                  |                        |